# Wladimir Olegowitsch Potanin

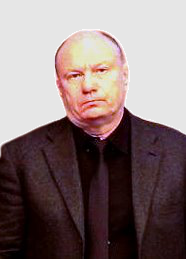
Wladimir Potanin (2021)

Wladimir Olegowitsch Potanin (russisch Владимир Олегович Потанин, wiss. Transliteration Vladimir Olegovič Potanin; * 3. Januar 1961 in Moskau) ist ein russischer Unternehmer und Milliardär. Er ist Vorsitzender der Interros-Holding. Von 1995 bis 1997 war Potanin stellvertretender Ministerpräsident in der Regierung der Russischen Föderation.

## Laufbahn
Potanin absolvierte das Staatliche Moskauer Institut für Internationale Beziehungen und arbeitete danach im sowjetischen Handelsministerium. Er war Chef der Internationalen Bank für wirtschaftliche Zusammenarbeit und in den 1990er Jahren Präsident der von ihm gegründeten Oneximbank und der Holding Interros. Potanin unterhielt in diesem Rahmen enge Beziehungen zur russischen Regierung und stellte am 30. März 1995 auf einer Regierungssitzung das „Kredite-für-Aktien Programm“ vor.

### Abwicklung des Kredite-für-Aktien-Programms und Wechsel in die Privatwirtschaft
Das „Kredite-für-Aktien-Programm“ sah vor, die in Staatsbesitz befindlichen Aktien großer Rohstoffkonzerne per Auktion an Banken zu verleihen. Die Banken würden dem Staat im Gegenzug vergünstigte Kredite in Höhe des Auktionswerts zur Verfügung stellen. Nach Ablauf einer Frist im Oktober 1996 sollten die Aktien dann von der Regierung gegen Rückzahlung des Kredits zurückgefordert werden können oder aber in den Besitz der Bank übergehen. Als stellvertretender Ministerpräsident in den Jahren 1996 und 1997 hatte er die Realisierung des Programms vorangetrieben: Für einen vergleichsweise niedrigen Kredit von 171 Mio. US-Dollar, nur 100.000 US-Dollar über dem Mindestangebot, hatte er als Pfand 38 % am Metallkombinat Norilsk Nickel erhalten. Der Staat zahlte den Kredit nicht zurück, und Potanin fiel das Anteilspaket zu. Auch Anteile an der Erdölfirma Sidanko konnte die Oneximbank sich weit unterhalb des eigentlichen Wertes des Unternehmens sichern. Potanin wechselte daraufhin in den Vorstand der Sidanko.
Er ist außerdem Präsident der Finanz-Holding Interros sowie Mitglied des Aufsichtsrates des Konzerns Swjasinvest.
Im April 2022 kaufte Potanin vom französischen Konzern Société Générale das russische Unternehmen Rosbank.
Ebenfalls im Frühjahr 2022 warnte er nach dem russischen Überfall auf die Ukraine vor einer Beschlagnahmung ausländischer Vermögenswerte nach dem Rückzug vieler Firmen aus dem russischen Markt. Ein solcher Schritt würde die russische Wirtschaft für Jahrzehnte ins Abseits stellen.

## Vermögen
In wenigen Jahren stieg Potanin vom Beamten zum sechsfachen Milliardär auf. Anfang 2007 belief sich sein Vermögen laut dem Magazin Forbes auf 13,5 Mrd. US-Dollar, 2014 wurde es auf 13,9 Mrd. US-Dollar beziffert. Finansmag.ru hingegen schätzte sein Vermögen schon 2008 auf 21,5 Mrd. US-Dollar, für 2019 nannte Bloomberg ein Vermögen von 28 Milliarden Dollar. 2015 betrug Potanins Vermögen gemäß der Forbes-Liste ca. 15,4 Milliarden US-Dollar. Damit belegte er Platz 60 der reichsten Menschen der Welt.
Zu Investitionen von Wladimir Potanin zählt unter anderem das für die Olympischen Winterspiele 2014 in Sotschi errichtete Ski-Ressort in Rosa Chutor.

## Stiftung & Wohltätigkeit
Seit November 2005 ist Wladimir Potanin Mitglied der russischen „Gesellschaftskammer“ und dort seit 2006 Vorsitzender der Kommission für Fragen der Entwicklung der Wohltätigkeit, Barmherzigkeit und des Ehrenamts. Potanin finanziert gemeinsam mit seiner Holding Interros die Tätigkeit der Wladimir-Potanin-Stiftung. Die 1999 gegründete Stiftung fördert Projekte im Bildungs- und Kulturbereich und vergibt Stipendien an besonders begabte Schüler und Studenten.
Potanin hat sich der Wohltätigkeitsinitiative The Giving Pledge angeschlossen.
2002 wurde Potanin vom Ehrenorden des Bildungsministeriums der Russischen Föderation „Für Wohltätigkeit und Barmherzigkeit“ ausgezeichnet.

## Privates
Wladimir Potanin war 30 Jahre lang mit Natalia Potanina verheiratet. Im November 2013 erklärte der Unternehmer seiner Frau beim Abendessen, er wolle die sofortige Trennung. Dabei soll Potanin von Natalia verlangt haben, von Rechten auf das gemeinsame Vermögen abzusehen und entsprechende Papiere zu unterzeichnen. Natalia lehnte ab, die vorgelegten Dokumente zu unterzeichnen und kämpfte vor einem Moskauer Amtsgericht um die gleichmäßige Verteilung des milliardenschweren Vermögens (15,4 Milliarden Dollar). Die Forderung wurde im Juli 2017 abgewiesen.
Potanin ist zudem Besitzer einer aparten Sammlung von Gegenständen mit Bezug zu Olympischen Spielen; darunter Medaillen, Fackeln und Diplome. Im Juni 2019 ließ er seine Sammlung zuerst in Moskau, dann in Minsk öffentlich ausstellen.
Potanin ist Eigentümer der Luxusyachten Nirvana und Barbara. Außerdem gehörte ihm die 2018 verkaufte Yacht Anastasia.

## Sanktionen
Im Dezember 2022 wurde Potanin auf eine Sanktionsliste der US-Regierung gesetzt.

## Umweltkatastrophe bei Norilsk
Im Mai 2020 traten aus einem Heizkraftwerk von Norinickel 21.000 Kubikmeter Öl aus und verseuchten Gewässer und Böden bei Norilsk. Die Schäden wurden von Umweltminister Dmitri Kobylkin als „beispiellos“ bezeichnet. Wladimir Potanin, als Hauptanteilsinhaber von Nornickel stellte zwar einen größeren Betrag zur Verfügung, wurde aber von Präsident Wladimir Putin verpflichtet, für die Beseitigung aller Schäden aufzukommen.